# Can’t Find My Way Home
Can't Find My Way Home — песня, написанная британским музыкантом Стивом Уинвудом. Выпущена в августе 1969 г. на единственном альбом группы Blind Faith, в состав которой входил Уинвуд. В том же году эта композиция была выпущена на второй стороне сингла "Well All Right" и позже на сингле (с "Presence Of The Lord" на второй стороне).
Музыкальные критики высоко оценили эту композицию. Известный музыкант Билл Яновиц (Bill Janovitz) отмечал, что  «… Уинвуд мечтательным фальцетом поёт слова, которые на первый взгляд кажутся простой песней о любви, но на самом деле могут отражать какое-то духовное путешествие. Изменение и оставление тела, невозможность найти дорогу домой — всё это предполагает духовный поиск. И музыка почти похожа на пение, эфирная, гудящая стена звука.»

## Концертные исполнения
После распада группы Blind Faith Стив Уинвуд и другой участник группы Эрик Клэптон периодически исполняли "Can’t Find My Way Home" на концертах. В частности, эта композиция вошла в состав концертных альбомов E. C. Was Here и Greatest Hits Live. Клэптон также включил концертную запись этой песни в расширенное юбилейное издание своего альбома 461 Ocean Boulevard. В 2008 г. Клэптон и Уинвуд исполнили эту композицию на концерте в Мэдисон-сквер-гарден, который затем был издан в виде альбома Live from Madison Square Garden. Существует большое число кавер-версий этой песни, записанных в разное время другими исполнителями.

## Кавер-версии
- Sound Factory – Sound Factory (1970)
- Gilberto Gil – Gilberto Gil (Nêga) (1971)
- Jeff St John's Copperwine – Joint Effort (1971)[4]
- Ellen McIlwaine – Honky Tonk Angel (1972)
- Yvonne Elliman – Yvonne Elliman (1972)
- Lynn Carey (Mama Lion) – "Preserve Wildlife" (1972)
- Bonnie Bramlett – Memories (1978)
- Torch Song – Ecstasy (1986)
- Swans – The Burning World (1989)[5]
- Jarboe – Thirteen Masks
- House of Lords – Sahara (1990)
- Joe Cocker – Night Calls (1991), Organic (1996)
- Spin 1ne 2wo – Spin 1ne 2wo (1993)
- Elkie Brooks – Circles (1995)
- Yasuko Agawa – Echoes (1996)
- Don Ross – Loaded, Leather, Moonroof (1997)
- Alana Davis – The Mod Squad motion picture soundtrack (1999)
- Electronic – Twisted Tenderness (1999)
- Pat Green and Cory Morrow – Songs We Wish We'd Written (2001)
- Alison Krauss – Crossing Jordan television soundtrack (2003)
- BigBang – Radio Radio TV Sleep (2003)
- Carl Dixon – One Voice Two Hands (2003)
- Widespread Panic – Über Cobra (2004)
- Styx – Big Bang Theory (2005)
- Mig Ayesa – MiG (2007)
- Henning Stærk – Old Time Rocker (2009)
- Black Label Society – The Song Remains Not the Same (2011)
- Bonnie Raitt – The Lost Broadcast—Philadelphia 1972 (2011, recorded 1972)[6]
- Neal Morse, Mike Portnoy, and Randy George – Cover to Cover (2006)
- Sneaker Pimps – Hits and Singles (2010)
- Nathan East – Nathan East (2014)[7]
- John Wetton – New York Minute (2015)
- Ryan Quinn – The Voice 2016 Blind Audition-Can't Find My Way Home (2016)
- Haley Reinhart – What's That Sound? (2017)
- Rachael Price  – "Live From Here" (2018)[8]